# Bella Rosenfeld
Pour les articles homonymes, voir Rosenfeld et Chagall (homonymie).
Berta Rosenfeld Chagall (en russe : Бэлла Розенфельд-Шагал), née le 14 décembre 1889 à Vitebsk et morte le 2 septembre 1944 à New York, est une écrivaine, épouse et modèle fréquent du peintre Marc Chagall.

## Biographie
Berta Rosenfeld surnommée "Bella" est née en 1889 à Vitebsk en Biélorussie, alors dans l'Empire russe, dans une riche famille de bijoutiers juifs.
Elle rencontre Marc Chagall en 1909 alors que celui-ci est un apprenti sans le sou de Léon Bakst. Chagall écrivit plus tard que leur amour a débuté au premier regard pour se poursuivre pendant 35 années. Dès 1909, l'artiste en fait un portrait intitulé Ma Fiancée aux gants noirs (Kunstmuseum de Bâle). Ils se marient le 1915 et s'installent à Petrograd, où nait leur fille Ida l'année suivante (18 mai 1916).
Son époux la représente dans des toiles telles que Bella au col blanc, peinte en 1917, et où elle apparaît en géante, au revers de les coureurs.
En 1918, ils retournent à Vitebsk, puis émigrent en 1922 d'abord en Lituanie puis en Allemagne, avant de s'installer en France en 1924, à Paris, puis dans le Sud de la France en 1939.
En 1941, sous l'Occupation, elle est arrêtée à Marseille mais parvient à fuir aux États-Unis.
Elle y meurt le 2 septembre 1944 à la suite d'une infection virale.
En 1946, son époux publie son plus célèbre livre, Les Lumières allumées.

## Œuvres
- Les Lumières allumées (traduction par Ida Chagall, 45 illustrations/dessins de Marc Chagall), Genève et Paris, Éditions des Trois Collines, 1948, Equarish 8vo., In-8, 228 p., tirage limité à 2 500 exemplaires numérotés.

en anglais
- The Burning Lights (translation by Norbert Guterman), New York, Schocken Books Inc., 1946, 268 p., 8vo, with thirty-six black and white illustrations by Marc Chagall, New York, Biblio Press, 1996, 268 p., 36 black and white drawings by Marc Chagall.  (ISBN 0-930395-26-3).
- The First Encounter (translation by Barbara Bray, 74 illustrations by Marc Chagall, New York, Schocken Books Inc., 1983, VI + 348 p.  (ISBN 0-8052-3768-2).

en yiddish
- Brenendike likht (The Burning Lights), with drawings by Marc Chagall, New York, Book League of the Jewish People's Fraternal Order, IWO, 1945, 254 p. (yiddish)
- Di ershte bagegenish (The First Encounter), with drawings by Marc Chagall, New York, Book League of the Jewish People's Fraternal Order, IWO, 1947, 230 p. (yiddish)